# Калашникова, Татьяна Васильевна
Татьяна Васильевна Калашникова (9 июля 1929 год, Воронежская губерния — 6 апреля 2005 года, Первомайск, Николаевская область, Украина) — рабочая Лайтурского совхоза имени Кирова Министерства сельского хозяйства СССР, Махарадзевский район Грузинской ССР. Герой Социалистического Труда (1949).

## Биография
Родилась в 1914 году в крестьянской семье в одном из сельских населённых пунктов Воронежской губернии. Окончила местную начальную школу. Трудилась в сельском хозяйстве. В послевоенные годы трудилась в Лайтурском совхозе имени Кирова Махарадзевского района (сегодня — Озургетский муниципалитет) с центром в селе Лайтури, директором которого был Шота Спиридонович Гогешвили.
В 1948 году собрала 6120 килограмм чайного листа на участке на участке площадью 0,5 гектара. Указом Президиума Верховного Совета СССР от 5 июля 1949 года «за получение высоких урожаев сортового зелёного чайного листа и цитрусовых плодов в 1948 году» удостоена звания Героя Социалистического Труда с вручением ордена Ленина и золотой медали «Серп и Молот».
Этим же Указом званием Героя Социалистического Труда были также награждены труженики совхоза Татьяна Прокофьевна Зубченко и Александра Тимофеевна Чижова.
Проживала в селе Лайтури, позже переехала в Первомайск Николаевской области. Работала младшим медицинским сотрудником в здравоохранении. Скончалась в 2005 году.